# Sbarro Chrono
La Sbarro Chrono è una roadster realizzata da Franco Sbarro nel 1990.

## Sviluppo
La vettura venne concepita appositamente per avere un'accelerazione da 0 a 100 km/h in 3,5 secondi.

## Tecnica
Come propulsore venne impiegato un 6 cilindri 3.5 derivato dalla BMW M1 montato trasversalmente. Tale motore, gestito da un cambio manuale a cinque rapporti, non era dotato ne di turbo ne di compressore e generava la potenza di 500 cv, permettendo alla vettura di accelerare da 0 a 100 km/h in 3,85 secondi, con velocità massima di 200 km/h. Non vi era cofano, in quanto il propulsore, posto posteriormente, era accessibile tramite un meccanismo a giunto che permetteva di aprire in due sezioni il telaio semi-monoscocca. Esso era realizzato in materiali compositi per contenere il peso sui 650 kg, ottenendo così un rapporto peso/potenza di 1,3. Gli pneumatici montati erano Pirelli P Zero 335-35 ZR 17 nella sezione posteriore 205-45 ZR 16 all'anteriore.